# Марянув (Ласький повіт)
Марянув (пол. Marianów) — село в Польщі, у гміні Водзеради Ласького повіту Лодзинського воєводства.
У 1975-1998 роках село належало до Серадзького воєводства.